# Amilaga orgioides
Amilaga orgioides är en fjärilsart som beskrevs av Walker 1864. Amilaga orgioides ingår i släktet Amilaga och familjen nattflyn. Inga underarter finns listade i Catalogue of Life.